# 伊藤達文
伊藤 達文（いとう たつふみ）または玉川 達文（たまかわ たつふみ、1964年5月28日 - 2020年5月23日）は、日本のアニメーター、アニメ演出家・監督。スタジオコクピット所属。

## 略歴
岩手県盛岡市出身。郷里で、4人の同人グループ「アニメーションべろべろ」を結成して、アニメーターの金田伊功を主人公にした8ミリフィルムの自主制作アニメ『爆発超人・金田マン』を1985年夏にアマチュアフィルム上映会に出品、アニメ雑誌『アニメージュ』に取り上げられた。
2008年9月17日に同業者の伊藤真里子（いとうまりこ）と結婚し、伊藤姓に改めた。2020年5月23日、脳幹出血で死去。亨年55歳。

## 参加作品

### テレビアニメ
1990年
- まじかる☆タルるートくん（作画監督）

1991年
- ゲンジ通信あげだま（作画監督）

1992年
- スーパービックリマン（作画監督）

1993年
- 勇者特急マイトガイン（原画）
- GS美神（作画監督）

1994年
- ママレード・ボーイ（原画）

1995年
- 黄金勇者ゴルドラン（原画）
- ストリートファイターII V（作画監督）

1997年
- 白鯨伝説（作画監督）
- マスターモスキートン'99（作画監督）

1998年
- ガサラキ（作画監督）

1999年
- 無限のリヴァイアス（原画）

2000年
- 女神候補生（演出・作画監督）
- STRANGE DAWN（原画）
- BRIGADOON まりんとメラン（キャラクター作画監督）

2001年
- フィギュア17 つばさ&ヒカル（絵コンテ・演出）
- 新白雪姫伝説プリーティア（絵コンテ・演出）
- 破邪巨星Gダンガイオー（絵コンテ・演出）
- PROJECT ARMS（絵コンテ・演出・作画監督）

2002年
- プリンセスチュチュ（絵コンテ・演出）
- ボンバーマンジェッターズ（原画）
- 最終兵器彼女（原画）
- Witch Hunter ROBIN（原画）

2003年
- カレイドスター（演出）
- 神魂合体ゴーダンナー!!（絵コンテ）
- GAD GUARD（絵コンテ・演出）
- コロッケ!（演出）

2004年
- 十兵衛ちゃん2 〜シベリア柳生の逆襲〜（原画）
- ケロロ軍曹（絵コンテ・演出）
- サムライチャンプルー（第一原画）
- おジャ魔女どれみナ・イ・ショ（原画）
- うた∽かた（絵コンテ・演出）
- 舞-HiME（演出）

2005年
- ふしぎ星の☆ふたご姫（絵コンテ・演出・レイアウト・原画）
- ガン×ソード（絵コンテ）

2006年
- BLOOD+（絵コンテ）
- ふしぎ星の☆ふたご姫 Gyu!（絵コンテ・演出）
- ARIA The NATURAL（原画）

2007年
- 古代王者 恐竜キング Dキッズ・アドベンチャー （絵コンテ）
- アイドルマスター XENOGLOSSIA（絵コンテ・演出）

2008年
- ARIA The ORIGINATION（絵コンテ・演出・原画）
- キャシャーン Sins（演出・作画監督・第一原画・原画）※第8話以降は伊藤達文名義
- しゅごキャラ!!どきっ（絵コンテ・演出）

2009年
- バスカッシュ!（OP2原画）
- しゅごキャラ!!! どっきどき（監督）※総監督は安田賢司

2010年
- キディ・ガーランド（絵コンテ・演出・作画監督補・原画・第二原画）
- 黒執事II（原画）

2011年
- まりあ†ほりっく あらいぶ（絵コンテ・演出）
- 異国迷路のクロワーゼ The Animation（絵コンテ・演出）

2012年
- 戦姫絶唱シンフォギア（監督）
- モーレツ宇宙海賊（絵コンテ・演出・原画）
- AKB0048（演出・原画）
- トータル・イクリプス（原画）
- 好きっていいなよ。 （絵コンテ）
- CØDE:BREAKER（原画）

2013年
- AKB0048 next stage（絵コンテ・演出・原画）
- フォトカノ（絵コンテ・演出・原画）
- 進撃の巨人（原画）
- 戦姫絶唱シンフォギアG（原画）
- ログ・ホライズン（原画）
- 革命機ヴァルヴレイヴ （絵コンテ）
- DIABOLIK LOVERS （絵コンテ）

2014年
- 魔法戦争 （絵コンテ）
- M3〜ソノ黒キ鋼〜 （絵コンテ・演出・作画監督補佐・原画）
- クロスアンジュ 天使と竜の輪舞 （絵コンテ・演出）
- 魔弾の王と戦姫 （絵コンテ・演出・原画）

2015年
- 長門有希ちゃんの消失（原画）
- 銀魂゜（絵コンテ・演出・原画）
- バトルスピリッツ 烈火魂 （絵コンテ・演出）
- カードファイト!! ヴァンガードG（絵コンテ）

2016年
- 少女たちは荒野を目指す （絵コンテ・演出）
- ビッグオーダー（絵コンテ）
- ジョジョの奇妙な冒険 ダイヤモンドは砕けない（原画）
- フューチャーカード バディファイトDDD（絵コンテ）

2017年
- 銀魂.（絵コンテ・演出・原画）
- フューチャーカード バディファイトX（絵コンテ）
- 神撃のバハムート VIRGIN SOUL（絵コンテ協力）
- いぬやしき（絵コンテ・演出）

2018年
- キャプテン翼（絵コンテ）
- ゾンビランドサガ（絵コンテ・演出）
- ゾイドワイルド（原画）

2019年
- フューチャーカード 神バディファイト（原画）
- ぼくたちは勉強ができない（演出・作画・ED絵コンテ・ED演出・ED原画）

2020年
- キングスレイド 意志を継ぐものたち（絵コンテ）

2021年
- オルタンシア・サーガ（絵コンテ）

### 劇場アニメ
- 1998年 銀河鉄道999 エターナル・ファンタジー（原画）
- 1998年 ピカチュウのなつやすみ（原画）
- 1999年 デジモンアドベンチャー（原画）
- 2000年 デジモンアドベンチャー02（原画）
- 2001年 カウボーイビバップ 天国の扉（原画）
- 2001年 サクラ大戦 活動写真（原画）
- 2014年 モーレツ宇宙海賊 ABYSS OF HYPERSPACE -亜空の深淵-（原画）

### OVA
- 1995年 3×3 EYES 〜聖魔伝説〜（原画）
- 1999年 ハイスクール・オーラバスター<光の誕生>（キャラクターデザイン）
- 2005年 最終兵器彼女 Another love song（原画）
- 2005年 カレイドスター Legend of phoenix 〜レイラ・ハミルトン物語〜（原画）
- 2007年 ARIA The OVA 〜ARIETTA〜（原画）
- 2010年 魔法先生ネギま! もうひとつの世界Extra 魔法少女ユエ♥（監督、演出、絵コンテ）

### テレビゲーム
- 1993年 雀偵物語3 セイバーエンジェル（スペシャルアニメーター）
- 1994年 バトルヒート（原画）
- 1996年 サターンボンバーマン（作画監督）
- 1997年 VIRUS（総作画監督）
- 1997年 ブラッディロア（Movie Staff Chacter Design）